# Пейбио Прокажённый
Пейбио Прокажённый (валл. Peibio Clafrog; V век) — король Эргинга в V веке, возможно около 449 года.

## Биография
Пейбио был сыном, по одной версии, Эрбина ап Константина, по другой, Эрбина и его жены, дочери Константина, где под Константином подразумевается Кустенин, сын Магна Максима.
Король неназванной местности в Эргинге, упомянутый в хартии в Книге Лландафа как Константин, тесть Пейбио. В документе записано дарение Пейбио Ллангустеннин Гарт Бенни (ныне валлийский Бикнор на реке Уай, что в Эргинге, свор. Херефордшир) Дубрисиусу. Кустеннин появляется как свидетель в чартере. Согласно Житию Святого Дубриция, святой был внуком Пейбио, а значит, правнуком Кустеннина. Хартия, по крайней мере, частично подделана. А.Уайд-Эванс предложил отождествить его с Кустеннином ап Максеном Вледигом, в то время как LBS ранее отождествляла его с Константином Корнеу. Обе идентификации сомнительны.
Пейбио правил совместно со своим братом Ниннио. Несмотря на болезнь, Пейбио был женат и имел четырёх детей. Практически всё, что известно о нём, это печальная история взаимоотношений с дочерью Эфрддил. Однажды, вернувшись из очередного похода против англо-саксов, Пейбио узнал, что незамужняя Эфрддил беременна. Причём молва называла отцом ребёнка самого Пейбио. Король приказал завязать дочь в мешок и бросить в реку, но та чудесным образом спаслась. Тогда Пейбио приказал сжечь дочь на костре. Однако, когда на следующий день король прибыл на место казни, чтобы забрать останки дочери, он нашёл её живой и невредимой, сидящей на камне среди пепелища и обнимающей новорождённого ребёнка. Малыш поцеловал деда в щёку, и тот немедленно исцелился от проказы. Сердце короля оттаяло, и он забрал дочь с ребёнком обратно во дворец. Когда малыш Дифриг (возможно родился в 475 году) подрос, Пейбио выделил ему область Инис Эфрддил, где тот стал проповедовать христианство.
Согласно валлийским генеалогиям, Пейбио был женат на дочери Константина, которого одни историки идентифицируют с Константином Корню, а другие — с Константином III.
Его еще одна дочь была матерью Теудрига.
Вероятно, в последующие годы Пейбио боролся за власть с братом Ниннио. В разгар гражданской войны на их земли напал некий Ритта Большой. Он победил Пейбио, Ниннио и других правителей, отрезав им всем бороды. В одном из сражений Пейбио был убит, но вскоре погиб и Ритта, после чего трон Эргинга унаследовал Кинвин.